# Kriechendes Schuppenzweig-Lebermoos
Das Kriechende Schuppenzweig-Lebermoos (Lepidozia reptans) ist ein häufiges, winziges Lebermoos, welches meist auf morschem Holz in heimischen Wäldern besiedelt. Sein deutscher Name ist aus dem Altgriechischen λεπίς lepís, deutsch ‚Schuppe‘ und ὄζος ózos, deutsch ‚Zweig‘ abgeleitet.

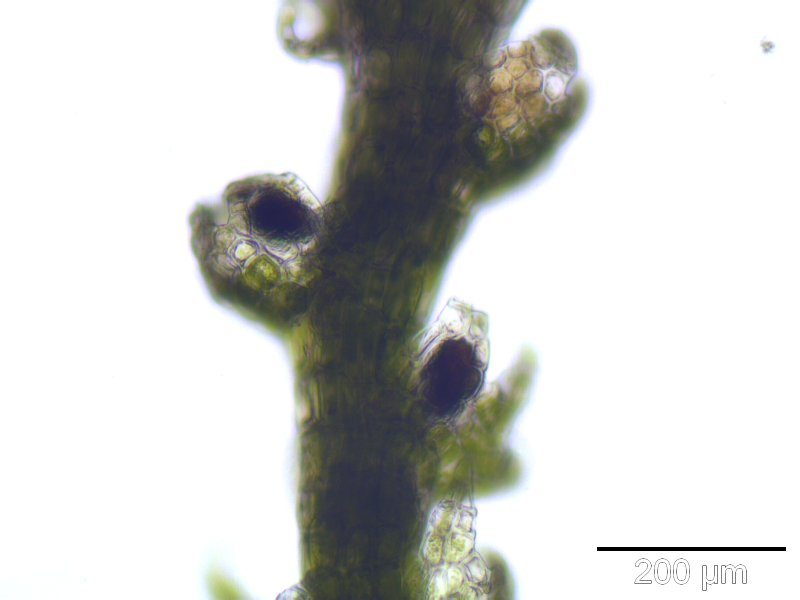
Dreilappige Flankenblätter bei 250× Vergrößerung

## Vorkommen
Das Lebermoos besiedelt bevorzugt morsches Holz oder humose Erde in Laub- oder Nadelwäldern. Dort wächst es dem Substrat angedrückt meist zwischen anderen Laubmoosbeständen. Es kann jedoch auch auf kalkfreien Felsen, auf Rohhumus oder Torf vorkommen. Generell handelt es sich um ein stark kalkmeidendes Lebermoos. Das Kriechende Schuppenzweig-Lebermoos ist ein häufiges Lebermoos, welches von der Ebene bis in die subalpine Stufe zirkumboreal in den kühl gemäßigten Breiten der Nord- und Südhemisphäre vorkommt.

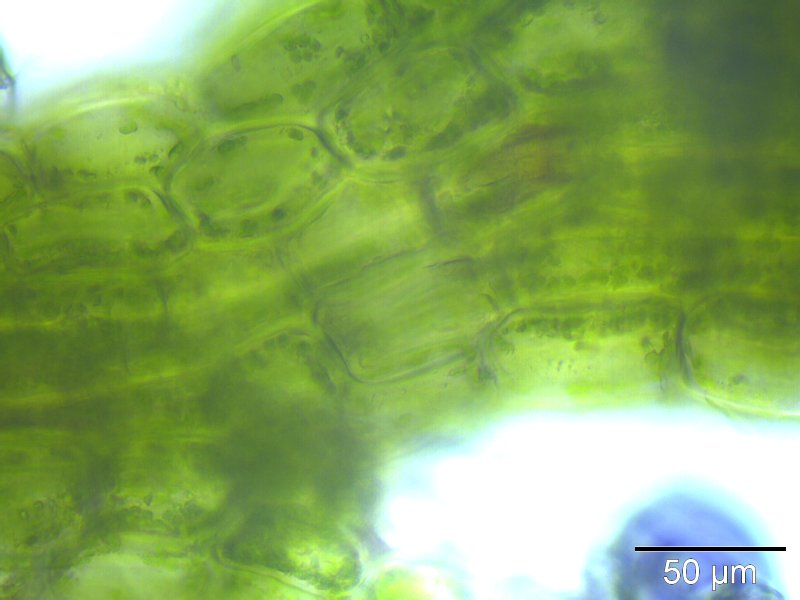
Subquadratische bis rechteckige Zellen bei 400-facher Vergrößerung

## Merkmale
Das Kriechende Schuppenzweig-Lebermoos wächst in hellgrünen bis schmutzig gelbgrün gefärbten, flachen, dem Substrat angedrückten deckenartigen Überzügen. Seine kriechenden Zweige sind einfach gefiedert und nur von 1 bis 2 cm Länge und etwa 1 mm Breite. Die dicht gestellten, oberschlächtigen Flankenblätter sind in etwa 1,5- bis 2-mal so lang wie das Stämmchen und ausgebreitet subquadratisch geformt. Sie sind auf einem Drittel oder der Hälfte in 3 bis 4 lanzettliche Lappen geteilt. Die Zellen in der Blattmitte der Flankenblätter sind etwa 27 µm im Durchmesser. In den Lappen erreichen sie nur ungefähr 24 µm im Durchmesser. Die Zellen sind meist dünn- bis derbwandig. An den Ecken sind sie schwach verdickt. Die äußersten Zellen weisen eine glatte Cuticula auf. Die Unterblätter besitzen 4 lanzettliche Lappen. Ihre Zellen können 10 bis 15 Ölkörper aufweisen. Die weiblichen Hüllblätter sind viel größer als die Flankenblätter und oberseits mit 2 bis 5 kurzen Zähnen versehen. Das Perianth ist gestreckt und tief dreispaltig.